# Nomada sternalis
Nomada sternalis är en biart som beskrevs av Pérez 1902. Nomada sternalis ingår i släktet gökbin, och familjen långtungebin. Inga underarter finns listade i Catalogue of Life.